# Jackie Mitchell
Virne Beatrice „Jackie“ Mitchell Gilbert (* 29. August 1913 in Chattanooga, Tennessee; † 7. Januar 1987 in Fort Oglethorpe, Georgia) war eine der ersten Pitcherinnen in der US-amerikanischen Geschichte, die professionell Baseball spielte. Sie war 17 Jahre alt, als sie für die Chattanooga Lookouts aus der Minor League Baseballmannschaft der Klasse AA in einem Ausstellungsspiel gegen die New York Yankees warf und nacheinander die derzeit berühmtesten Spieler Babe Ruth und Lou Gehrig ausschaltete.

## Karriere
Im Alter von 17 Jahren begann Mitchell für die Engelettes, eine Frauenmannschaft in Chattanooga, Tennessee, zu spielen und besuchte anschließend ein Baseball-Trainingslager in Atlanta, Georgia. Auf diese Weise erregte sie die Aufmerksamkeit von Joe Engel, dem Präsidenten und Eigentümer der Männermannschaft der Chattanooga Lookouts. In ihrem ersten Profi-Spiel am 2. April 1931 gegen die New York Yankees war Mitchell nach Lizzie Arlington die zweite Frau, die im professionellen Männer-Baseball eingesetzt wurde. Arlington pitchte im Juli 1898 für die Reading Coal Heavers gegen die Allentown Peanuts in einem Minor-League-Spiel. 
Dieses erste Spiel gegen die Yankees bildete auch den Höhepunkt der Karriere von Mitchell, da sie je ein Strikeout gegen die Baseballstars Babe Ruth und Lou Gehrig warf. Ein paar Tage nach diesem Spiel erklärte Baseballkommissar Kenesaw Mountain Landis ihren Vertrag für ungültig und erklärte Frauen für unfähig, Baseball zu spielen. Mitchell setzte ihre professionelle Karriere bei der Mannschaft der House of David, einem Männer-Team, das bekannt für ihre sehr langen Haare und lange Bärte war, fort.
Im Alter von 23 Jahren ging sie aufgrund von vermehrten Fällen sexueller Diskriminierung in den Ruhestand.

## Erbe
Ein Musical über Mitchells Leben mit dem Titel Unbelievable wurde von Kevin Fogarty (Text), Rachel DeVore Fogarty (Musik) und John Robert DeVore (Buch) entwickelt. Es wurde in einer inszenierten Lesung am 17. März 2017 bei der Skyline Theatre Company in Bergen County, NJ, uraufgeführt.